# 十二氢合十二硼酸铯
十二氢合十二硼酸铯是一种无机化合物，化学式为Cs2B12H12，它由Cs+和[B12H12]2−离子构成。
它最初由Pitochelli和Hawthorne由2-碘十二硼烷为原料反应得到；后来有了以硼氢化钠为原料的方法，两步反应即可得到产物：
4 NaBH4 + BF3 → NaB3H8 + 3 NaF + 4 H2
三硼氢根热解，再与氢氧化铯反应，沉淀得到Cs2B12H12。
它在水溶液中经Amberlite IR-120树脂交换，可以得到(H3O)2[B12H12]·nH2O。